# Svartkindad myrfågel
Svartkindad myrfågel (Myrmoderus squamosus) är en fågel i familjen myrfåglar inom ordningen tättingar.

## Utbredning och systematik
Fågeln förekommer i sydöstra Brasilien (Rio de Janeiro till nordöstra Rio Grande do Sul). Den behandlas som monotypisk, det vill säga att den inte delas in i några underarter.

## Status
IUCN kategoriserar arten som livskraftig.